# Principio d'inerenza
Il principio d'inerenza costituisce un fondamentale requisito per la determinazione del reddito d'impresa (ma più ampiamente di qualsiasi reddito che sia tassato al netto dei costi, ovvero anche di lavoro autonomo), nonché per la detrazione ai fini dell'IVA.
In prima approssimazione può dirsi che l'inerenza stabilisce un collegamento tra i costi sostenuti dall'impresa e l'attività produttiva di reddito svolta dalla stessa. Sulla base di questa definizione, non sono certamente inerenti, e pertanto non rilevano nella determinazione del reddito, le spese di carattere personale dell'imprenditore o comunque da esso sostenute per fini estranei all'attività d'impresa esercitata dallo stesso.

## Questioni interpretative

### Origine del principio
Secondo l'orientamento dottrinale e giurisprudenziale tradizionale (per altro ripreso anche da alcune pronunce giurisprudenziali più recenti), il principio di inerenza sarebbe normativamente disciplinato dall'art.109, comma 5 del D.P.R. 22 dicembre 1986, n. 917, in materia di "Approvazione del testo unico delle imposte sui redditi", laddove si prevede che "Le spese e gli altri componenti negativi diversi dagli interessi passivi, tranne gli oneri fiscali, contributivi e di utilità sociale, sono deducibili se e nella misura in cui si riferiscono ad attività o beni da cui derivano ricavi o altri proventi che concorrono a formare il reddito o che non vi concorrono in quanto esclusi [...]".
Come osservato in dottrina ed evidenziato da una parte della più recente giurisprudenza, si tratta in realtà di una conclusione discutibile. Più propriamente, infatti, l'art.109, comma 5 non contiene una disciplina generale del concetto di inerenza, ma fissa i criteri per il calcolo del cosiddetto pro-rata di deducibilità dei costi. In altre parole, quando un'impresa genera sia ricavi imponibili sia ricavi esenti, si pone il problema (risolto con il predetto comma) di individuare quali spese sono riferibili ai ricavi imponibili, e quindi deducibili, e quali ai ricavi esenti, e pertanto indeducibili. In base all’orientamento più recente, quindi, il concetto di inerenza, pur basilare, non trova una puntuale definizione normativa all'interno del D.P.R. 917/1986: dottrina e giurisprudenza affermano che si tratta di un principio di portata generale, insito nel concetto stesso di reddito d’impresa. Questo perché il principio d'inerenza fà riferimento alla contabilità e alla fiscalità delle imprese, per questo è strettamente correlato al reddito d'impresa.
Alcuni studiosi invece lo ritengono un principio non strettamente di carattere fiscale, ma che deriva dalle norme generali che regolano la formazione del bilancio d'esercizio. In sostanza sarebbero i principi civilistici ad escludere l'indicazione nel bilancio di elementi negativi estranei all'attività imprenditoriale. Tale principio assumerebbe poi rilevanza anche fiscale, in forza del richiamo dell'art. 83, D.P.R. 917/1986 al risultato del bilancio quale punto di partenza per il calcolo del reddito imponibile. 
Nel corso della storia, con l’evoluzione della legislazione, ci sono state diverse affermazioni riguardanti il principio di inerenza. Basti ad esempio ricordare che l’art. 32 del T.U 24 agosto 1877, n. 4021, delle leggi sull’imposta di ricchezza mobile del 1877, corrispondente all’art. 15 della L. n. 1830 del 14 luglio 1964, prevedeva che “Per la classe dei redditi industriali si terrà conto, in deduzione, delle spese inerenti alla produzione, come il consumo di materie grezze e strumenti, le mercedi degli operai, il fitto dei locali, le commissioni di vendita e simili”.[11] Inizialmente, dunque, il concetto di inerenza veniva inteso in senso stretto, designando quei costi direttamente utilizzati e “incorporati” nella produzione, infatti, ad esempio, inizialmente non venivano ammesse in deduzione spese indirette, di carattere generale, come quelle di revisione del bilancio. Secondo questa impostazione, ai fini della deducibilità delle spese, era ritenuto necessario un collegamento molto stretto tra i costi sostenuti e la produzione del reddito di impresa. L’amministrazione finanziaria adottava un approccio altrettanto rigoroso, richiedendo che il collegamento tra i costi e il reddito fosse caratterizzato da quattro requisiti: specificità, immediatezza, attualità e necessità. Venivano considerate inerenti, quindi deducibili, solo quelle spese che fossero direttamente e immediatamente connesse alla produzione del reddito.  Successivamente, il concetto di inerenza si è esteso a tutte le tipologie di costi inerenti all’impresa, non soltanto quelle necessarie alla produzione del reddito ma altresì quelle ritenute utili allo scopo da parte dell’imprenditore.  Negli ultimi anni, la dottrina e la giurisprudenza hanno sostenuto una visione ancora più estesa del principio di inerenza: per la deducibilità delle spese non è più necessario un collegamento stretto tra i costi sostenuti e i ricavi generati, ma è sufficiente che il costo sia correlato, in senso più generale, all’attività di impresa. Di conseguenza, restano escluse dalla deducibilità solo le spese estranee all’ambito aziendale, mentre vengono considerate deducibili anche le spese che abbiano un potenziale di generare ricavi futuri.

### Nesso di inerenza
Giurisprudenza e dottrina si sono ripetutamente occupate della natura del nesso di inerenza, sviluppando nel corso del tempo diverse interpretazioni.
L’analisi storica dei mutamenti avvenuti nella legislazione prende avvio dall’art. 32 del R.D. 24 agosto 1877 n. 4021 "Che approva il testo unico delle leggi d'imposta sui redditi della ricchezza mobile", a monte del quale “Per la classe dei redditi industriali si terrà conto, in deduzione, delle spese inerenti alla produzione, come il consumo di materie grezze e strumenti, le mercedi degli operai, il fitto dei locali, le commissioni di vendita e simili”. In una prima fase, dunque, il concetto di inerenza veniva inteso in senso restrittivo, quasi “fisico”, per designare quei costi direttamente utilizzati e “incorporati” nella produzione. Si riteneva che fosse necessario per la deducibilità uno stretto collegamento tra le spese sostenute e la produzione del reddito. Le spese inerenti erano solo quelle “inevitabili”, ovvero quelle spese, in mancanza delle quali, l’imprenditore non avrebbe potuto realizzare la produzione. Non erano considerati deducibili dal reddito complessivo tutti quei costi non immediatamente e direttamente connessi alla produzione: quindi, né le spese preparatorie di costituzione della società, né le spese indirette di carattere generale, come quelle di revisione del bilancio.
In questo senso disponeva anche l'amministrazione finanziaria, che, con la Normale n. 45 del 109 e l’art 55 del Regolamento n. 560 del 1907, richiedeva che il collegamento tra gli elementi reddituali dovesse essere caratterizzato da specificità, immediatezza, attualità e necessarietà.
Questo orientamento restrittivo della nozione di inerenza prevalse fino all’emanazione della circolare del 22 dicembre 1926 n. 12877, la quale diede inizio ad un nuovo corso interpretativo meno rigoroso. In questa fase, il principio di inerenza veniva considerato in relazione al rapporto materiale tra spesa e prodotto: inerenti erano quindi le sole spese che rendevano possibile direttamente la produzione, con l'esclusione di quelle spese le quali, pur risultando necessarie, erano sprovviste di uno stretto legame. Tuttavia, a differenza di quanto previsto in precedenza, risultavano deducibili le spese di costituzione della società, ancorché sostenute in data anteriore all'inizio dell'attività e quindi meramente preparatorie.
Successivamente, la legge del 5 gennaio 1956, n. 1 consentì la deduzione, dal reddito d'impresa, anche di spese ed oneri anche indirettamente inerenti alla produzione del reddito: in particolare l’articolo 23 recitava che “. . . sono deducibili, nell’esercizio in cui sono state sostenute, esclusivamente le spese e le passività inerenti a redditi assoggettabili all’imposta stessa, nonché le quota di spese generali imputabile a tali redditi”. Nonostante la genericità della norma, il legislatore manifesta una sorta di “apertura” in merito alla deducibilità di quei costi che, pur non essendo direttamente correlati a quelli della produzione, concorrevano, in quanto inerenti, al ciclo della produzione o commercializzazione dei beni e dei servizi. Tale orientamento fu espressamente confermato nella circolare n. 351190 del 1957, nell'immediata vigilia del t.u.i.d. 645/1958.
Ancora più innovative apparvero le disposizioni contenute nel t.u.i.d. 645/58 il cui art. 91 disponeva che "il reddito netto è costituito dalla differenza tra l'ammontare dei ricavi lordi che compongono il reddito soggetto all'imposta e l'ammontare delle spese e passività inerenti alla produzione di tale reddito". Tale formula pone fine al rapporto di stretta inerenza tra costi e ricavi, facendo emergere un nesso di interrelazione tra tali componenti di reddito: l’inerenza non andava più riferita alla sola attività produttiva, ma a quella più ampia di produzione del reddito. Di conseguenza, il legislatore riconosce la deducibilità di determinati costi ed oneri propedeutici all'esercizio dell'attività imprenditoriale, come, ad esempio, accantonamenti, oneri pluriennali, perdite, minusvalenze, svalutazioni, plusvalenze, riserve occulte ecc.
Solo con l'attuazione della riforma tributaria (di cui alla legge 9 ottobre 1971, n. 825), il legislatore ha delineato il principio di inerenza con un'interpretazione ancora più ampia: nell'art. 61, comma 3, del d.P.R. 29 settembre 1973, n. 597 era, infatti, previsto che "i costi e gli oneri diversi da quelli espressamente considerati dalle disposizioni di questo titolo sono deducibili se ed in quanto siano stati sostenuti nell’esercizio dell’impresa e si riferiscono ad attività ed operazioni da cui derivano ricavi e proventi che concorrono a formare il reddito d’impresa”. I costi ed oneri venivano ammessi in deduzione se si riferivano ad attività da cui derivavano ricavi o proventi che concorrevano a formare il reddito di impresa, non più se si riferivano alla produzione del reddito soggetto ad imposta: si passa, infatti da un concetto di inerenza correlato alla produzione (del reddito) ad uno più ampio e moderno di attività. È quindi esclusa la deducibilità delle spese di carattere extra aziendale, mentre si considerano deducibili le spese potenzialmente idonee ad ottenere ricavi futuri.
Successivamente, con l’entrata in vigore del t.u.i.r. 917/86, il principio di inerenza è stato riprodotto nell’articolo 75 comma 5, a mente del quale “Le spese e gli altri componenti negativi diversi dagli interessi passivi, tranne gli oneri fiscali, contributivi e di utilità sociale, sono deducibili se e nella misura in cui si riferiscono ad attività o beni da cui derivano ricavi o altri proventi che concorrono a formare il reddito o che non vi concorrono in quanto esclusi”. Il riferimento alle “spese e agli altri componenti negativi” risulta qui di più ampia portata rispetto alla precedente espressione ("i costi e gli altri oneri") e il riferimento ai “beni” (oltre che alle “attività”) è stato originato dalla volontà di rendere maggiormente completa la norma; tuttavia, il contenuto, almeno nella sostanza, non è stato modificato.
Per comprendere se una spesa è inerente, è necessario individuare un legame o nesso causale tra
l’attività economica dell’impresa e il costo sostenuto. Questo legame può essere:
- Diretto: quando la spesa è chiaramente e inequivocabilmente necessaria per lo svolgimento dell’attività imprenditoriale (ad esempio, l’acquisto di materie prime per un produttore).
- Indiretto: quando il legame non è immediato, ma comunque utile allo svolgimento dell’attività (ad esempio, i costi per la formazione dei dipendenti).

Nonostante l’inerenza sia principalmente un criterio qualitativo (che guarda al rapporto funzionale
tra la spesa sostenuta e l’attività economica dell’impresa), anche il concetto di congruità può
influenzare la valutazione della deducibilità: essa si riferisce alla misura in cui una spesa è ragionevole
rispetto all’attività di impresa; se una spesa risultasse manifestamente sproporzionata rispetto
all’attività economica potrebbe essere messa in discussione dall’Amministrazione Finanziaria, che
potrebbe disconoscere l’inerenza.
Sul tema è intervenuta anche la Corte di Cassazione, che, in diverse sentenze, ha chiarito che
l’inerenza debba essere interpretata in senso funzionale. Ciò significa che il costo deve essere
connesso all’attività dell’impresa, non necessariamente in modo diretto o immediato, ma con una
prospettiva più ampia che consideri l’utilità della spesa per l’impresa nel suo complesso.
In una famosa sentenza (Cass. Civ., Sez. V, n. 10914/2012), la Corte ha stabilito che l’inerenza va
valutata in relazione all’attività dell’impresa e non solo in termini di vantaggio economico immediato.
Pertanto, anche i costi sostenuti per iniziative che mirano a migliorare la reputazione dell’impresa o
a espandere il mercato, pur non producendo un beneficio economico immediato, possono essere
considerati inerenti.
Un elemento cruciale emerso dalla giurisprudenza riguarda il divieto di dedurre costi che abbiano una
finalità personale o estranea all’attività di impresa. Ad esempio, le spese sostenute per il lusso o il
piacere personale degli amministratori o dei dipendenti sono considerate inerenti, anche se
formalmente giustificate come legate all’attività aziendale.
Oltretutto, la giurisprudenza ha affrontato il tema dei costi fittizi: costi formalmente documentati ma che,
in realtà, non sono stati sostenuti o non sono connessi all’attività economica. La deducibilità di tali
costi è chiaramente esclusa.
Inoltre, si sottolinea che l’accertamento di tale nesso funzionale deve valutarsi caso per caso, considerando in concreto le caratteristiche specifiche della spesa sostenuta e dell’attività d'impresa esercitata. Pertanto, il giudizio sulla sussistenza o meno del nesso di inerenza deve necessariamente avvenire all'interno del contesto in cui si svolge l'attività imprenditoriale. Quando l'imprenditore attuerà la deduzione dovrà provare l'inerenza dei costi riportati, dovrà infatti conservare e fornire tutti i documenti giustificativi che riconducono ai costi e alle deduzioni (principio di vicinanza della prova).
in ultima battuta il principio di inerenza è stato ulteriormente ampliato rendendo deducibili anche le spese relative a pubblicità, rappresentanza e consulenze di commercialisti e avvocati, in quanto si ritiene che questi costi abbiano l'obbiettivo di generare ricavi futuri. È la stessa corte di cassazione ad affermare che " affinché un costo sostenuto dall'imprenditore sia fiscalmente deducibile dal reddito d'impresa non è necessario che esso sia stato sostenuto per ottenere una ben precisa e determinata componente attiva di quel reddito, ma è sufficiente che esso sia correlato in senso ampio all'impresa in quanto tale, cioè che sia stato sostenuto al fine di svolgere un'attività potenzialmente idonea a produrre utili"

### Valutazione quantitativa e qualitativa
Il giudizio che l’Agenzia delle entrate è tenuta a compiere al fine di accertare la relazione funzionale che deve intercorrere tra il sostenimento dei componenti negativi del reddito e l’attività di impresa affinché il contribuente possa dedurre i costi è un argomento centrale in tema di principio di inerenza.
In particolare, la discussione circa quali caratteristiche debba avere questo giudizio ha da sempre alimentato il dibattito in ambito scientifico: infatti, inevitabilmente, nel definire i confini della valutazione di accertamento dell’inerenza del costo – e nel silenzio della legge – la giurisprudenza giunge a definire le caratteristiche che sono espressione del principio d’inerenza: a tal proposito la dottrina ha da sempre sottolineato la necessità di connotare il principio in senso “qualitativo”, sostenendo l’assenza di un’accezione c.d. “quantitativa” del principio d’inerenza; infatti, secondo la comunità scientifica, una visione di questo genere del principio rischierebbe di consentire all’ Amministrazione finanziaria un sindacato circa le scelte di gestione dell’attività economica dell’imprenditore, circostanza che va evitata perché potrebbe violare la libertà di iniziativa economica tutelata dall’art. 41 della Costituzione.
Tuttavia, in passato, l’Amministrazione finanziaria ha fatto riferimento a parametri quali la capacità dell’onere imprenditoriale di provocare – direttamente o indirettamente – un’utilità all’attività d’impresa per contestare l’inerenza dei costi: da una parte, era consentito compiere una valutazione “quantitativa” dei costi (in altri termini, si poteva sindacare l’inerenza di un costo sulla base della sua entità), dall’altra, non vi era impedimento a desumerne la mancanza del requisito valutandone l’antieconomicità (si riteneva, in sostanza, non inerente un atto di gestione anomalo, nel senso di contrario agli ordinari criteri di economicità). In questo modo, il principio di inerenza veniva connotato dal giudice anche con profili di congruità ed economicità della scelta imprenditoriale: per questi motivi, senza tali caratteristiche alcuna componente del reddito negativa non era deducibile.
Di recente, la giurisprudenza di legittimità ha superato l’orientamento che consentiva l’utilizzo dei criteri valutativi sovraesposti; attualmente, invece, la corte stabilisce che il giudizio circa l’inerenza o meno di un costo – pur tenendo sempre conto caso per caso dei tratti caratteristici e delle sostanziali modalità di esercizio dell’attività imprenditoriale – debba necessariamente assumere toni qualitativi: infatti, la Cassazione sottolinea come tale vaglio del giudice debba esulare da valutazioni connesse a profili di utilità, vantaggiosità o congruità dell’onere sostenuto, onde evitare che l’Amministrazione finanziaria possa svolgere un sindacato circa le strategie di gestione imprenditoriali. In altri termini, quello che conta è che la spesa sia sostenuta nell’interesse dell’attività svolta, ovverosia con l’intento di apportare un’utilità a tale attività, non rilevando la circostanza per cui nel concreto questo fine venga poi raggiunto.
Nello specifico, con questo indirizzo il giudice di legittimità precisa che non rientra nell’inerenza una valutazione del costo sotto il profilo della congruità e dell’antieconomicità; infatti, nel dettaglio, ai sensi della Corte, questi parametri non sono espressione dell’inerenza del costo all’attività d’impresa, possono essere semplicemente indici che ne suggeriscono mancanza. In altri termini, un costo incongruo, svantaggioso o antieconomico può essere inerente, anche se ad una prima analisi può non apparire tale.
Infatti, per rinforzare questo orientamento, il Giudice di legittimità sente la necessità di sottolineare l’inutilità del connotare il principio di inerenza in un’ottica utilitaristica: infatti, lasciando in disparte il discorso circa l’opportunità di sindacare le scelte imprenditoriali, tale connotazione del principio presuppone che debba esistere una connessione tra l’onere del sostenimento del costo e il vantaggio; tuttavia, il vantaggio può non sussistere. Inoltre, rinforzando le motivazioni a sostegno di questa tesi, la Corte avverte gli operatori del diritto della circostanza per cui una visione di questo genere del principio d’inerenza non si adatterebbe perfettamente a tutti i componenti negativi del reddito:si pensi, ad esempio, alle perdite oppure alla penale per inadempimento. Quindi, in sostanza, secondo la giurisprudenza di legittimità, valutando l’utilità del costo per desumerne l’inerenza l’Amministrazione finanziaria correrebbe inutilmente il rischio di sindacare l’opportunità delle scelte di gestione dell’impresa perché l’utilità non è un carattere essenziale dell’inerenza.
Simili motivazioni sono state fatte valere dal giudice di legittimità per sottolineare l’inutilità anche di un profilo quantitativo o di congruità: infatti, per la Corte, il costo è inerente o meno all’attività d’impresa a prescindere dal quantum oppure della sua aderenza a canoni, riconosciuti come classici dalla comunità scientifica che descrivono come dev’essere gestita normalmente l’impresa.
Nonostante quanto appena esposto, la Corte non trascura l'utilità dei caratteri della cosiddetta “inerenza quantitativa”:  infatti, il giudice di legittimità conferisce rilevanza all’antieconomicità e alla congruità dell’atto, non tanto come prove per decretare la mancanza d’inerenza dell’atto del costo all’ attività d’impresa, ma come indizi che, insieme ad altri elementi simili e concordanti, potrebbero costituire le presunzioni di cui l’amministrazione finanziaria potrebbe servirsi per rettificarne la deducibilità.

## Onere della prova
Secondo la tesi consolidata in giurisprudenza, anche se priva di un espresso fondamento legislativo, spetta al contribuente stesso dimostrare la sussistenza del nesso di inerenza tra l’onere sostenuto e l’esercizio dell’impresa ai fini della deducibilità dei costi.
La giurisprudenza e la legislazione vigenti chiariscono ulteriormente la natura di questo onere. È stata riconosciuta l'importanza di valutare non solo la forma, ma anche la sostanza delle spese per determinare la loro deducibilità. Questa impostazione implica che anche costi formalmente validi possono essere considerati indeducibili se non dimostrano di essere essenziali per l’attività imprenditoriale. L’interpretazione delle norme fiscali, quindi, deve essere applicata in modo tale da garantire un’analisi equa e giusta, evitando che decisioni fiscali siano basate unicamente su aspetti formali.
Le recenti modifiche normative, in particolare l’articolo 7, comma 5-bis del d.lgs. n. 546/1992, rappresentano un passo significativo verso una maggiore responsabilizzazione dell’amministrazione nell’onere probatorio. La continua evoluzione delle interpretazioni normative richiede che entrambe le parti adottino approcci chiari e precisi, contribuendo così a un processo decisionale più equo.

## Principio di inerenza e IVA
Un principio sostanzialmente analogo si rinviene nelle regole di detrazione dell'IVA: l'art. 19 del D.P.R. 26 ottobre 1972, n. 633,  in materia di "Istituzione e disciplina dell'imposta sul valore aggiunto", prevede espressamente che il soggetto passivo ha diritto di detrarre (dall'imposta da versare allo Stato) "L'imposta assolta o dovuta [...] o a lui addebitata a titolo di rivalsa in relazione ai beni ed ai servizi importati o acquistati nell'esercizio dell'impresa, arte o professione."  In tal modo per il soggetto passivo si realizza la cosiddetta neutralità dell'imposta, poiché riesce a recuperare totalmente (salvo altre limitazioni) l'imposta che ha pagato nell'ambito dell'attività economica. Rimane invece a suo carico, alla stregua di un consumatore finale, l'imposta pagata su operazioni estranee all'attività.

## Costi illeciti e spese legali: riflessioni sulla deducibilità

### Deducibilità delle sanzioni e dei costi illeciti
La questione della deducibilità delle somme irrogate a titolo di sanzione dal reddito d'impresa presenta notevoli complessità e diverse interpretazioni. Innanzitutto, la normativa fiscale nulla dichiara circa la deducibilità delle sanzioni; esiste inoltre un contrasto tra un orientamento giurisprudenziale che afferma che le sanzioni non sono deducibili e le analisi dottrinali che, diversamente, suggeriscono che non si possa ottenere una soluzione generica sulla questione. Risulta, infatti, più adeguato e preferibile, secondo la dottrina, considerare la deducibilità delle sanzioni in base alla loro specifica natura, che può essere civile, amministrativa o penale.
Non ci sono dubbi sulla deducibilità delle sanzioni civili: l’Agenzia delle Entrate ha stabilito che le indennità per risarcimento danni e le penali contrattuali sono deducibili dal reddito d’impresa. Di stessa visione è la giurisprudenza che ha confermato tale orientamento, ritenendo deducibili tutti i costi e oneri inerenti alla produzione del reddito, comprese le penali contrattuali ai sensi dell’art. 1382 cod. civ.; infatti, secondo la Corte di Cassazione le penalità contrattuali non hanno natura sanzionatoria, bensì svolgono la funzione di rafforzare il vincolo contrattuale e di determinare consensualmente l'onere economico del risarcimento per il contraente inadempiente. Al contrario, le sanzioni penali non sono considerate deducibili, poiché ammettere la loro deducibilità contrasterebbe con il principio di personalità della sanzione stabilito dall’articolo 27 della Costituzione. Per quanto riguarda le sanzioni amministrative, la distinzione nel giudizio di deducibilità è spesso basata sulla loro natura afflittiva o risarcitoria: secondo una parte della dottrina e della giurisprudenza le prime non sono deducibili, mentre le seconde lo sarebbero. Di diversa visione è un’altra corrente dottrinale che sostiene, invece, che la natura punitiva della sanzione non sia un criterio sufficiente per determinare la sua deducibilità fiscale. In quest'ottica, alcuni autori preferiscono collegare la deducibilità all’esistenza di ricavi imponibili, ritenendo che, qualora il comportamento sanzionato abbia generato ricavi imponibili la deducibilità della sanzione sia necessaria per evitare un effetto di "amplificazione" della sanzione stessa.
Scendendo più nel dettaglio, per quanto riguarda le sanzioni amministrative nel contesto antitrust, parte della giurisprudenza di legittimità e una parte della giurisprudenza di merito hanno sostenuto la loro indeducibilità. Queste sanzioni, infatti, non sono considerate connesse al reddito prodotto dall’impresa, avendo una funzione afflittiva rispetto ai comportamenti illeciti dell'imprenditore. L'illecito, pertanto, interrompe il nesso di inerenza poiché la spesa non origina dall’attività imprenditoriale ma da un atto antigiuridico che si colloca al di fuori della sfera aziendale. Anche l'Amministrazione Finanziaria ha confermato questa posizione, escludendo la deducibilità delle sanzioni pecuniarie inflitte per comportamenti illeciti, inclusi quelli antitrust, poiché privi di un nesso funzionale con l’attività imprenditoriale. Di tutt’altra visione è, invece, un’altra parte della giurisprudenza di merito e della Dottrina che sostengono la deducibilità delle sanzioni, evidenziando il collegamento tra le medesime e la gestione aziendale. È stato inoltre osservato che la sanzione (eccetto quella amministrativa, tributaria o personale dell’imprenditore) delimita la reazione punitiva stabilita dall’ordinamento escludendo, quindi, la possibilità di ulteriori effetti punitivi senza norme specifiche. In particolare si osserva la deducibilità delle sanzioni antitrust, poiché le infrazioni si verificano nell'ambito dell'attività d’impresa e normalmente tendono a generare ricavi superiori a quelli ottenibili in assenza di comportamenti lesivi. Pertanto, la Dottrina sostiene che le sanzioni debbano essere dedotte, basando la loro rilevanza sull'inerenza all'attività imprenditoriale, piuttosto che su considerazioni etico/morali che non dovrebbe interferire con la disciplina.
Un ulteriore aspetto da considerare è quello della deducibilità dei costi illeciti. Il principio di inerenza, ovvero il collegamento funzionale tra la spesa sostenuta e l'attività d'impresa, risulta fondamentale anche in questo contesto, sia per i costi illeciti sostenuti nell'ambito di attività lecite, sia per quelli relativi ad attività illecite. Storicamente, si è ritenuto che i proventi derivanti da attività illecite fossero estranei al concetto di reddito imponibile, in quanto frutto di azioni contrarie all'ordinamento giuridico. Tuttavia, un significativo mutamento di prospettiva vi è stato nel 1993 quando, il legislatore, con una precisa scelta di politica fiscale, ha sancito mediante la legge n. 537/1993 l'inclusione dei proventi illeciti, a prescindere dalla loro natura (civile, penale o amministrativa), nel novero dei redditi imponibili di cui all’art. 6 TUIR; assoggettati perciò a tassazione, purché non fossero stati già sottoposti a misure cautelari reali. A sostegno di tale principio il legislatore è tornato sulla questione nel 2006 disponendo che i proventi illeciti, qualora non siano inquadrabili nelle attività del lavoro autonomo o d’impresa, (categorie reddituali tipiche previste dal TUIR), debbano essere ricondotti alla categoria residuale dei redditi diversi, mantenendo quindi una rilevanza ai fini fiscali (d.l. 223/2006). La ratio di tale disposizione risiede nel principio economico del reddito secondo cui ogni incremento patrimoniale, anche se illecitamente acquisito, costituisce reddito imponibile. Ne consegue l'obbligo per i soggetti passivi di dichiarare tutti i redditi percepiti e di assolvere i relativi obblighi tributari. La mancata dichiarazione, oltre a comportare l'omissione di un'imposta dovuta, espone il contribuente a sanzioni amministrative e penali

### Inerenza delle spese legali relative ad un processo penale sostenute dal datore di lavoro per gli amministratori
Un’altra tematica su cui è interessante porre l’attenzione riguarda l’inerenza delle spese legali relative ad un processo penale, sostenute dal datore di lavoro per gli amministratori. È possibile che le verifiche fiscali effettuate su una società possano portare alla segnalazione di reati a carico degli amministratori. Analogamente, può altresì verificarsi che alcuni di essi siano rinviati a giudizio per fatti commessi nell'esercizio delle loro funzioni. In tali circostanze, è generalmente la società a farsi carico dei costi per la difesa penale dei propri amministratori o manager. Ciò solleva la questione della deducibilità di tali spese e della detraibilità dell'IVA. La questione è stata analizzata da parte della Giurisprudenza, sotto due punti di vista: il primo inerente l’imputazione temporale e il secondo riguardante l’inerenza. 
Per quanto attiene alla prima problematica, relativa all’imputazione temporale, la Corte di Cassazione, con la sentenza n. 24003 del 26 settembre 2019, ha stabilito che le spese legali sostenute dal contribuente sono deducibili solo una volta completata la prestazione del professionista, non bisogna, quindi, considerare l'anno in cui l'attività è stata svolta. Questo principio è in linea con precedenti giurisprudenziali (nello specifico sentenza Cassazione 11 agosto 2016, n. 16969) che affermano che il diritto al compenso per le prestazioni professionali matura solo al termine dell'incarico. Pertanto, le spese legali vanno considerate deducibili non in base al singolo atto, ma al momento in cui l'incarico è esaurito, in relazione ai vari gradi di giudizio e alla pronuncia. Per quanto concerne, invece la questione relativa all’inerenza: la Corte di Cassazione, con sentenza del 6 agosto 2019, n. 20945, ha stabilito che sulle spese sostenute per la difesa penale del presidente e dell’amministratore della società non è riconosciuto il diritto alla detrazione dell’Iva poiché tali spese non sono qualificabili come costi relativi a operazioni sociali legittimi o rientranti nell’oggetto sociale. Manca, dunque, il requisito dell’inerenza.

## Riferimenti normativi
- Decreto del presidente della Repubblica 26 ottobre 1972, n. 633, articolo 19, in materia di "Istituzione e disciplina dell'imposta sul valore aggiunto"
- Decreto del presidente della Repubblica 22 dicembre 1986, n. 917, articolo 83, in materia di "Approvazione del testo unico delle imposte sui redditi"
- Decreto del presidente della Repubblica 22 dicembre 1986, n. 917, articolo 109, in materia di "Approvazione del testo unico delle imposte sui redditi"